# Sajenko
Sajenko – jezioro w Augustowie w woj. podlaskim.
Według spisu wód stojących, opracowanego przez Komisję Nazw Miejscowości i Obiektów Fizjograficznych, obiekt nosi nazwę Sajenko i jest kwalifikowany jako staw. W innych publikacjach spotykana jest też nazwa Staw Sajenek.
Sajenko leży na Suwalszczyźnie w obrębie Równiny Augustowskiej (będącej częścią Pojezierza Litewskiego) na wysokości 119,2 m n.p.m. Jezioro ma powierzchnię 35,8 ha. Jego wymiary to 0,9 × 0,4 km. Głębokość maksymalna wynosi 12,6 m, zaś średnia 4 m. Długość linii brzegowej to 3,13 km. Objętość jeziora: 1422,8 tys. m³. Współczynnik rozwinięcia linii brzegowej wynosi 1,48, zaś wskaźnik odsłonięcia 8,9. Sajenko jest jeziorem rynnowym i zajmuje razem z jeziorami Sajno i Sajenek wspólną rynnę polodowcową, ciągnącą się równoleżnikowo. W roku 2000 Sajenko miało III klasę czystości.
Jezioro znajduje się w granicach administracyjnych Augustowa ok. 9 km od centrum miasta w jego wschodniej części noszącej nazwę Sajenek (do 1973 samodzielna wieś). Granica miasta biegnie wzdłuż północno-wschodniego brzegu jeziora. Zabudowa zgrupowana jest wokół południowego brzegu (ulice: Sajenek, Pogodna, Gwiezdna, Deszczowa, Jutrzenki) i ma głównie charakter letniskowy. Pozostałe brzegi porośnięte są lasami Puszczy Augustowskiej, przeważnie borem sosnowym. Wokół jeziora przeważają gleby bielicowe i rdzawe. Sajenko na południu połączone jest z jeziorem Sajenek (które dalej łączy się z Sajnem) poprzez przewężenie, nad którym przerzucony jest most. W XVIII w. przebiegał tędy trakt do Grodna (przy moście pozostały ślady po pruskim kamieniu milowym sprzed 1806).
Na północy do jeziora wpada rzeczka Rudawka. Na północny wschód od Sajenka położony jest Rezerwat przyrody Stara Ruda, chroniący źródliska Rudawki oraz łęg jesionowo-olszowy i bór torfowcowy. W lesie na zachód od jeziora znajduje się cmentarz wojskowy z I wojny światowej, na którym pochowanych jest kilkudziesięciu żołnierzy armii niemieckiej i rosyjskiej.
Nazwy Sajenko i Sajenek pochodzą od nazwy pobliskiego, większego jeziora Sajno i wywodzą się z języka jaćwieskiego, prawdopodobnie od rdzenia sai-, oznaczającego nurt, prąd, rzekę. Sajenko wymienione jest w Regestrze spisania jezior Jego Królewskiej Mości, ku niewodnictwu Grodzieńskiemu i Przełomskiemu należących z 1569, sporządzonym na polecenie Zygmunta Augusta. Do III rozbioru Polski w 1795 jezioro leżało na obszarze Wielkiego Księstwa Litewskiego w Trakcie Zapuszczańskim. Na północny wschód od jeziora działała od XVII w. do 1911 rudnia pozyskująca żelazo z rudy darniowej (zachowały się ślady po tamach spiętrzających wodę oraz resztki żużlu).